# Crnkasta sasa
Crnkasta sasa (Košunded, tamnocvjeta sasa; lat. Pulsatilla pratensis subsp. nigricans) je biljka iz porodice Ranunculaceae. Domaći su nazivi: košunded, tamnocvjeta sasa. Stanište crnkaste sase u Vukovoju pored Klenovnika proglašeno je botaničkim spomenikom prirode. Kao posljednji ostatak stepe u Hrvatskoj očuvana je jedina preostala stepolika livada na mjesnom groblju u Bilju. Tamo je pronađena i crnkasta sasa, te je travnjačka površina na biljskom groblju također proglašena spomenikom prirode.

## Podvrsta u Hrvatskoj
U Hrvatskoj je opisana Pulsatilla pratensis subsp. nigricans Zam.

## Staništa u Hrvatskoj
Vrstu nalazimo na suhim travnjacima i u sklopu pješčarske vegetacije.
Crnkasta sasa danas je zabilježena samo na nekoliko lokaliteta u Hrvatskoj: na đurđevačkim pijescima, Žumberačkom gorju, u Hrvatskom zagorju, Istri, Međimurju i u istočnoj Slavoniji.

## Ugroženost u Hrvatskoj
Vrsta je na pijescima ugrožena ponajviše zbog gubitka staništa (zarašćivanje pijesaka, iskapanje pijeska, odlaganje otpada), a na suhim travnjacima skupljanjem i iskapanjem njezinih podanaka radi presađivanja u vrtove te zbog zarašćivanja travnjaka.

## Status zaštite u Hrvatskoj
- Kritično ugrožena biljka
- Strogo zaštićena biljka[1]
- Bernska konvencija

## Sprječavanje zamjene s drugim biljkama
Moguća je zamjena s vrstama: Velika sasa (Pulsatila grandis Wender.) i Gorska sasa (Pulsatila montana (Hoppe) Reichenb.). Velika sasa vrlo se lako razlikuje od Crnkaste sase po uspravnim ili gotovo uspravnim cvjetovima. No Gorska sasa ima, kao i Crnkasta sasa, pogotovo u poodmakloj fazi cvatnje, pognute cvjetove, ali je razlikovanje moguće po sljedećim značajkama:
- Međusobno srasli pricvjetni listovi do dna su izrezani u 30-ak linealnih isperaka, cvjetovi tamnoljubičasti, ocvjeće zvonoliko, listovi ocvijeća na vrhu prema van okrenuti, najviše 1 i pol puta duži od prašnika.
- Međusobno srasli pricvjetni listovi do dna su izrezani u oko 25 linealnih isperaka, cvjetovi plavkasti do tamnoljubičasti, ocvjeće koturasto, listovi ocvijeća na vrhu nisu prema van svinuti, već se od same baze šire prema van (koturasto su rašireni), 2 i pol puta duži od prašnika.

- Pulsatilla pratensis (subsp. nigricans)
- Pulsatilla pratensis (subsp. nigricans)